# Pruniers
Pruniers település Franciaországban, Indre megyében. Lakosainak száma 497 fő (2022. január 1.). Pruniers Chezal-Benoît, Saint-Hilaire-en-Lignières, La Berthenoux, Bommiers és Saint-Aubin községekkel határos.

## Népesség
A település népességének változása:
| Lakosok száma | 638  | 533  | 449  | 512  | 568  | 537  | 515  | 511  | 506  | 497  |
|               | 1968 | 1982 | 1990 | 2006 | 2013 | 2015 | 2017 | 2019 | 2020 | 2022 |